# Lombardiet Rundt 2024
Lombardiet Rundt 2024 var den 118. udgave af det italienske monument Lombardiet Rundt. Det 255 km lange linjeløb blev kørt den 12. oktober 2024 med start i Bergamo og mål i Como. Løbet var 34. og næstsidste arrangement på UCI World Tour 2024.
De seneste tre år vinder af løbet, Tadej Pogačar, stillede til start i den regnbuefarvede verdensmestertrøje og var klar favorit. Da der manglede godt 48 km af løbet, kørte Pogačar fra resten af konkurrenterne, og kørte alene i mål med et forspring på 3,16 minutter til Remco Evenepoel på andenpladsen.

## Resultat
| \| Samlede stilling \| Samlede stilling \| Samlede stilling \| Samlede stilling \| Samlede stilling \| \| Rytter \| Rytter \| Hold \| Tid \| \| \| ---------------- \| ------------------- \| ----------------------------- \| ---------------- \| ---------------- \| \| 1. \| Tadej Pogačar \| UAE Team Emirates \| 6t 04' 58" \| \| \| 2. \| Remco Evenepoel \| Soudal Quick-Step \| + 3' 16" \| \| \| 3. \| Giulio Ciccone \| Lidl-Trek \| + 4' 31" \| \| \| 4. \| Jon Izagirre \| Cofidis \| + 4' 34" \| \| \| 5. \| Enric Mas \| Movistar Team \| + 4' 34" \| \| \| 6. \| Pavel Sivakov \| UAE Team Emirates \| + 4' 34" \| \| \| 7. \| Lennert Van Eetvelt \| Lotto Dstny \| + 4' 34" \| \| \| 8. \| Neilson Powless \| EF Education-EasyPost \| + 4' 58" \| \| \| 9. \| David Gaudu \| Groupama-FDJ \| + 4' 58" \| \| \| 10. \| Xandro Meurisse \| Alpecin-Deceuninck \| + 4' 58" \| \| \| 11. \| Roger Adrià \| Red Bull-Bora-Hansgrohe \| + 4' 58" \| \| \| 12. \| Bauke Mollema \| Lidl-Trek \| + 4' 58" \| \| \| 13. \| Michael Storer \| Tudor Pro Cycling Team \| + 4' 58" \| \| \| 14. \| Giulio Pellizzari \| VF Group-Bardiani CSF-Faizanè \| + 5' 45" \| \| \| 15. \| Thymen Arensman \| Ineos Grenadiers \| + 7' 06" \| \| \| 16. \| Nairo Quintana \| Movistar Team \| + 7' 28" \| \| \| 17. \| Archie Ryan \| EF Education-EasyPost \| + 7' 28" \| \| \| 18. \| Lorenzo Fortunato \| Astana Qazaqstan Team \| + 7' 28" \| \| \| 19. \| Georg Zimmermann \| Intermarché-Wanty \| + 7' 56" \| \| \| 20. \| Filippo Zana \| Team Jayco AlUla \| + 7' 56" \| \| |                     |                               |            |
| |                     |                               |            |
| Kilde: ProCyclingStats |                     |                               |            |
| Samlede stilling |                     |                               |            |
| Rytter | Rytter              | Hold                          | Tid        |
| 1. | Tadej Pogačar       | UAE Team Emirates             | 6t 04' 58" |
| 2. | Remco Evenepoel     | Soudal Quick-Step             | + 3' 16"   |
| 3. | Giulio Ciccone      | Lidl-Trek                     | + 4' 31"   |
| 4. | Jon Izagirre        | Cofidis                       | + 4' 34"   |
| 5. | Enric Mas           | Movistar Team                 | + 4' 34"   |
| 6. | Pavel Sivakov       | UAE Team Emirates             | + 4' 34"   |
| 7. | Lennert Van Eetvelt | Lotto Dstny                   | + 4' 34"   |
| 8. | Neilson Powless     | EF Education-EasyPost         | + 4' 58"   |
| 9. | David Gaudu         | Groupama-FDJ                  | + 4' 58"   |
| 10. | Xandro Meurisse     | Alpecin-Deceuninck            | + 4' 58"   |
| 11. | Roger Adrià         | Red Bull-Bora-Hansgrohe       | + 4' 58"   |
| 12. | Bauke Mollema       | Lidl-Trek                     | + 4' 58"   |
| 13. | Michael Storer      | Tudor Pro Cycling Team        | + 4' 58"   |
| 14. | Giulio Pellizzari   | VF Group-Bardiani CSF-Faizanè | + 5' 45"   |
| 15. | Thymen Arensman     | Ineos Grenadiers              | + 7' 06"   |
| 16. | Nairo Quintana      | Movistar Team                 | + 7' 28"   |
| 17. | Archie Ryan         | EF Education-EasyPost         | + 7' 28"   |
| 18. | Lorenzo Fortunato   | Astana Qazaqstan Team         | + 7' 28"   |
| 19. | Georg Zimmermann    | Intermarché-Wanty             | + 7' 56"   |
| 20. | Filippo Zana        | Team Jayco AlUla              | + 7' 56"   |

## Hold og ryttere
| UCI WorldTeams (18)- Alpecin-Deceuninck - Arkéa-B&B Hotels - Astana Qazaqstan Team - Bahrain Victorious - Cofidis - Decathlon-AG2R La Mondiale - EF Education-EasyPost - Groupama-FDJ - Ineos Grenadiers - Intermarché-Wanty - Lidl-Trek - Movistar Team - Red Bull-Bora-Hansgrohe - Soudal Quick-Step - Team dsm-firmenich PostNL - Team Jayco AlUla - Team Visma \| Lease a Bike - UAE Team Emirates UCI ProTeams (7)- Team Corratec-Vini Fantini - Israel-Premier Tech - Lotto Dstny - Polti Kometa - Tudor Pro Cycling Team - Uno-X Mobility - VF Group-Bardiani CSF-Faizané |
| |

### Startliste
| UAE Team Emirates UAD | UAE Team Emirates UAD          | UAE Team Emirates UAD |
| --------------------- | ------------------------------ | --------------------- |
| Nr.                   | Rytter                         | Placering             |
| 1                     | Tadej Pogačar (SLO) (landevej) | 1.                    |
| 2                     | Jan Christen (SUI)             | DNF                   |
| 3                     | Finn Fisher-Black (NZL)        | DNF                   |
| 4                     | Marc Hirschi (SUI)             | 44.                   |
| 5                     | Rafał Majka (POL)              | 80.                   |
| 6                     | Pavel Sivakov (FRA)            | 6.                    |
| 7                     | Adam Yates (GBR)               | 81.                   |

| Alpecin-Deceuninck ADC | Alpecin-Deceuninck ADC | Alpecin-Deceuninck ADC |
| ---------------------- | ---------------------- | ---------------------- |
| Nr.                    | Rytter                 | Placering              |
| 11                     | Luca Vergallito (ITA)  | 68.                    |
| 12                     | Tobias Bayer (AUT)     | DNF                    |
| 13                     | Nicola Conci (ITA)     | 92.                    |
| 14                     | Michael Gogl (AUT)     | DNF                    |
| 15                     | Juri Hollmann (GER)    | 72.                    |
| 16                     | Axel Laurance (FRA)    | DNF                    |
| 17                     | Xandro Meurisse (BEL)  | 10.                    |

| Arkéa-B&B Hotels ARK | Arkéa-B&B Hotels ARK      | Arkéa-B&B Hotels ARK |
| -------------------- | ------------------------- | -------------------- |
| Nr.                  | Rytter                    | Placering            |
| 21                   | Clément Champoussin (FRA) | DNF                  |
| 22                   | Anthony Delaplace (FRA)   | 94.                  |
| 23                   | Simon Guglielmi (FRA)     | 95.                  |
| 24                   | Laurens Huys (BEL)        | 60.                  |
| 25                   | Łukasz Owsian (POL)       | DNF                  |
| 26                   | Michel Ries (LUX)         | 117.                 |
| 27                   | Alessandro Verre (ITA)    | 98.                  |

| Astana Qazaqstan Team AST | Astana Qazaqstan Team AST | Astana Qazaqstan Team AST |
| ------------------------- | ------------------------- | ------------------------- |
| Nr.                       | Rytter                    | Placering                 |
| 31                        | Lorenzo Fortunato (ITA)   | 18.                       |
| 32                        | Samuele Battistella (ITA) | DNF                       |
| 33                        | Gianmarco Garofoli (ITA)  | 41.                       |
| 34                        | Simone Velasco (ITA)      | 65.                       |
| 35                        | Harold Martín López (ECU) | DNF                       |
| 36                        | Cristian Scaroni (ITA)    | DNF                       |
| 37                        | Santiago Umba (COL)       | DNF                       |

| Bahrain Victorious TBV | Bahrain Victorious TBV  | Bahrain Victorious TBV |
| ---------------------- | ----------------------- | ---------------------- |
| Nr.                    | Rytter                  | Placering              |
| 41                     | Antonio Tiberi (ITA)    | DNF                    |
| 42                     | Santiago Buitrago (COL) | 86.                    |
| 43                     | Damiano Caruso (ITA)    | DNF                    |
| 44                     | Matej Mohorič (SLO)     | 111.                   |
| 45                     | Andrea Pasqualon (ITA)  | DNF                    |
| 46                     | Wout Poels (NED)        | 105.                   |
| 47                     | Edoardo Zambanini (ITA) | 22.                    |

| Cofidis COF | Cofidis COF            | Cofidis COF |
| ----------- | ---------------------- | ----------- |
| Nr.         | Rytter                 | Placering   |
| 51          | Guillaume Martin (FRA) | 43.         |
| 52          | Harrison Wood (GBR)    | 53.         |
| 53          | Benjamin Thomas (FRA)  | DNF         |
| 54          | Ben Hermans (BEL)      | 78.         |
| 55          | Jon Izagirre (ESP)     | 4.          |
| 56          | Hugo Toumire (FRA)     | DNF         |
| 57          | Stefano Oldani (ITA)   | DNF         |

| Team Corratec-Vini Fantini COR | Team Corratec-Vini Fantini COR | Team Corratec-Vini Fantini COR |
| ------------------------------ | ------------------------------ | ------------------------------ |
| Nr.                            | Rytter                         | Placering                      |
| 61                             | Andrij Ponomar (UKR)           | DNF                            |
| 62                             | Matteo Amella (ITA)            | DNF                            |
| 63                             | Davide Baldaccini (ITA)        | 112.                           |
| 64                             | Valentin Darbellay (SUI)       | 104.                           |
| 65                             | Alessandro Iacchi (ITA)        | DNF                            |
| 66                             | Giulio Masotto (ITA)           | DNF                            |
| 67                             | Simone Olivero (ITA)           | DNF                            |

| Decathlon-AG2R La Mondiale DAT | Decathlon-AG2R La Mondiale DAT | Decathlon-AG2R La Mondiale DAT |
| ------------------------------ | ------------------------------ | ------------------------------ |
| Nr.                            | Rytter                         | Placering                      |
| 71                             | Aurélien Paret-Peintre (FRA)   | 51.                            |
| 72                             | Clément Berthet (FRA)          | 27.                            |
| 73                             | Paul Lapeira (FRA) (landevej)  | DNF                            |
| 74                             | Nicolas Prodhomme (FRA)        | 79.                            |
| 75                             | Bastien Tronchon (FRA)         | 42.                            |
| 76                             | Larry Warbasse (USA)           | 34.                            |
| 77                             | Andrea Vendrame (ITA)          | DNF                            |

| EF Education-EasyPost EFE | EF Education-EasyPost EFE  | EF Education-EasyPost EFE |
| ------------------------- | -------------------------- | ------------------------- |
| Nr.                       | Rytter                     | Placering                 |
| 81                        | Rui Costa (POR) (landevej) | DNF                       |
| 82                        | Stefan de Bod (RSA)        | DNF                       |
| 83                        | Ben Healy (IRL)            | 49.                       |
| 84                        | Neilson Powless (USA)      | 8.                        |
| 85                        | Archie Ryan (IRL)          | 17.                       |
| 86                        | James Shaw (GBR)           | DNF                       |
| 87                        | Georg Steinhauser (GER)    | DNF                       |

| Groupama-FDJ GFC | Groupama-FDJ GFC       | Groupama-FDJ GFC |
| ---------------- | ---------------------- | ---------------- |
| Nr.              | Rytter                 | Placering        |
| 91               | David Gaudu (FRA)      | 9.               |
| 92               | Enzo Paleni (FRA)      | 90.              |
| 93               | Lorenzo Germani (ITA)  | 66.              |
| 94               | Romain Grégoire (FRA)  | 32.              |
| 95               | Valentin Madouas (FRA) | 62.              |
| 96               | Rudy Molard (FRA)      | 25.              |
| 97               | Rémy Rochas (FRA)      | 61.              |

| Ineos Grenadiers IGD | Ineos Grenadiers IGD          | Ineos Grenadiers IGD |
| -------------------- | ----------------------------- | -------------------- |
| Nr.                  | Rytter                        | Placering            |
| 101                  | Ethan Hayter (GBR) (landevej) | DNF                  |
| 102                  | Thymen Arensman (NED)         | 15.                  |
| 103                  | Jonathan Castroviejo (ESP)    | 59.                  |
| 104                  | Brandon Rivera (COL)          | 101.                 |
| 105                  | Ben Swift (GBR)               | 33.                  |
| 106                  | Connor Swift (GBR)            | 57.                  |
| 107                  | Ben Turner (GBR)              | 110.                 |

| Intermarché-Wanty IWA | Intermarché-Wanty IWA           | Intermarché-Wanty IWA |
| --------------------- | ------------------------------- | --------------------- |
| Nr.                   | Rytter                          | Placering             |
| 111                   | Georg Zimmermann (GER)          | 19.                   |
| 112                   | Francesco Busatto (ITA)         | 67.                   |
| 113                   | Vito Braet (BEL)                | 114.                  |
| 114                   | Roel van Sintmaartensdijk (NED) | 109.                  |
| 115                   | Louis Meintjes (RSA)            | 89.                   |
| 116                   | Simone Petilli (ITA)            | 47.                   |
| 117                   | Lorenzo Rota (ITA)              | 39.                   |

| Israel-Premier Tech IPT | Israel-Premier Tech IPT        | Israel-Premier Tech IPT |
| ----------------------- | ------------------------------ | ----------------------- |
| Nr.                     | Rytter                         | Placering               |
| 121                     | Jakob Fuglsang (DEN)           | 54.                     |
| 122                     | George Bennett (NZL)           | 82.                     |
| 123                     | Marco Frigo (ITA)              | 108.                    |
| 124                     | Krists Neilands (LAT)          | 113.                    |
| 125                     | Nick Schultz (AUS)             | 40.                     |
| 126                     | Dylan Teuns (BEL)              | 26.                     |
| 127                     | Michael Woods (CAN) (landevej) | DNF                     |

| Lidl-Trek LTK | Lidl-Trek LTK         | Lidl-Trek LTK |
| ------------- | --------------------- | ------------- |
| Nr.           | Rytter                | Placering     |
| 131           | Bauke Mollema (NED)   | 12.           |
| 132           | Simone Consonni (ITA) | DNF           |
| 133           | Julien Bernard (FRA)  | 50.           |
| 134           | Dario Cataldo (ITA)   | 102.          |
| 135           | Giulio Ciccone (ITA)  | 3.            |
| 136           | Jacopo Mosca (ITA)    | 106.          |
| 137           | Toms Skujiņš (LAT)    | 96.           |

| Lotto Dstny LTD | Lotto Dstny LTD           | Lotto Dstny LTD |
| --------------- | ------------------------- | --------------- |
| Nr.             | Rytter                    | Placering       |
| 141             | Johannes Adamietz (GER)   | 76.             |
| 142             | Andreas Kron (DEN)        | DNF             |
| 143             | Sylvain Moniquet (BEL)    | DNF             |
| 144             | Lennert Van Eetvelt (BEL) | 7.              |
| 145             | Henri Vandenabeele (BEL)  | DNF             |
| 146             | Harm Vanhoucke (BEL)      | DNF             |
| 147             | Jacopo Guarnieri (ITA)    | DNF             |

| Movistar Team MOV | Movistar Team MOV       | Movistar Team MOV |
| ----------------- | ----------------------- | ----------------- |
| Nr.               | Rytter                  | Placering         |
| 151               | Enric Mas (ESP)         | 5.                |
| 152               | Will Barta (USA)        | DNF               |
| 153               | Davide Formolo (ITA)    | 64.               |
| 154               | Gregor Mühlberger (AUT) | 87.               |
| 155               | Nairo Quintana (COL)    | 16.               |
| 156               | Einer Rubio (COL)       | 48.               |
| 157               | Pelayo Sánchez (ESP)    | DNF               |

| Red Bull-Bora-Hansgrohe RBH | Red Bull-Bora-Hansgrohe RBH | Red Bull-Bora-Hansgrohe RBH |
| --------------------------- | --------------------------- | --------------------------- |
| Nr.                         | Rytter                      | Placering                   |
| 161                         | Jai Hindley (AUS)           | 24.                         |
| 162                         | Roger Adrià (ESP)           | 11.                         |
| 163                         | Sergio Higuita (COL)        | 85.                         |
| 164                         | Bob Jungels (LUX)           | DNF                         |
| 165                         | Florian Lipowitz (GER)      | DNF                         |
| 166                         | Daniel Martínez (COL)       | 29.                         |
| 167                         | Aleksandr Vlasov (RUS)      | 45.                         |

| Soudal Quick-Step SOQ | Soudal Quick-Step SOQ       | Soudal Quick-Step SOQ |
| --------------------- | --------------------------- | --------------------- |
| Nr.                   | Rytter                      | Placering             |
| 171                   | Remco Evenepoel (BEL)       | 2.                    |
| 172                   | Mattia Cattaneo (ITA)       | 63.                   |
| 173                   | William Junior Lecerf (BEL) | 99.                   |
| 174                   | Fausto Masnada (ITA)        | 107.                  |
| 175                   | Pieter Serry (BEL)          | DNF                   |
| 176                   | Gil Gelders (BEL)           | DNF                   |
| 177                   | Mauri Vansevenant (BEL)     | 56.                   |

| Team dsm-firmenich PostNL DFP | Team dsm-firmenich PostNL DFP | Team dsm-firmenich PostNL DFP |
| ----------------------------- | ----------------------------- | ----------------------------- |
| Nr.                           | Rytter                        | Placering                     |
| 181                           | Romain Bardet (FRA)           | DNF                           |
| 182                           | Warren Barguil (FRA)          | 31.                           |
| 183                           | Romain Combaud (FRA)          | 71.                           |
| 184                           | Chris Hamilton (AUS)          | 70.                           |
| 185                           | Gijs Leemreize (NED)          | 73.                           |
| 186                           | Martijn Tusveld (NED)         | 69.                           |
| 187                           | Kevin Vermaerke (USA)         | 23.                           |

| Team Jayco AlUla JAY | Team Jayco AlUla JAY          | Team Jayco AlUla JAY |
| -------------------- | ----------------------------- | -------------------- |
| Nr.                  | Rytter                        | Placering            |
| 191                  | Simon Yates (GBR)             | 84.                  |
| 192                  | Alessandro De Marchi (ITA)    | 119.                 |
| 193                  | Davide De Pretto (ITA)        | 35.                  |
| 194                  | Eddie Dunbar (IRL)            | 30.                  |
| 195                  | Christopher Juul-Jensen (DEN) | 116.                 |
| 196                  | Jesús David Peña (COL)        | DNF                  |
| 197                  | Filippo Zana (ITA)            | 20.                  |

| Team Polti Kometa PTK | Team Polti Kometa PTK    | Team Polti Kometa PTK |
| --------------------- | ------------------------ | --------------------- |
| Nr.                   | Rytter                   | Placering             |
| 201                   | Davide Piganzoli (ITA)   | 28.                   |
| 202                   | Mattia Bais (ITA)        | 36.                   |
| 203                   | Davide De Cassan (ITA)   | DNF                   |
| 204                   | Matteo Fabbro (ITA)      | DNF                   |
| 205                   | Andrea Garosio (ITA)     | DNF                   |
| 206                   | Germán Darío Gómez (COL) | DNF                   |
| 207                   | Fernando Tercero (ESP)   | DNF                   |

| Team Visma \| Lease a Bike TVL | Team Visma \| Lease a Bike TVL | Team Visma \| Lease a Bike TVL |
| ------------------------------ | ------------------------------ | ------------------------------ |
| Nr.                            | Rytter                         | Placering                      |
| 211                            | Matteo Jorgenson (USA)         | DNF                            |
| 212                            | Tiesj Benoot (BEL)             | 58.                            |
| 213                            | Wilco Kelderman (NED)          | 21.                            |
| 214                            | Steven Kruijswijk (NED)        | 88.                            |
| 215                            | Bart Lemmen (NED)              | 93.                            |
| 216                            | Jan Tratnik (SLO)              | DNF                            |
| 217                            | Attila Valter (HUN) (landevej) | 46.                            |

| Tudor Pro Cycling Team TUD | Tudor Pro Cycling Team TUD | Tudor Pro Cycling Team TUD |
| -------------------------- | -------------------------- | -------------------------- |
| Nr.                        | Rytter                     | Placering                  |
| 221                        | Michael Storer (AUS)       | 13.                        |
| 222                        | Marco Brenner (GER)        | DNF                        |
| 223                        | Roland Thalmann (SUI)      | 115.                       |
| 224                        | Florian Stork (GER)        | 74.                        |
| 225                        | Yannis Voisard (SUI)       | DNF                        |
| 226                        | Hannes Wilksch (GER)       | 91.                        |
| 227                        | Luc Wirtgen (LUX)          | DNF                        |

| Uno-X Mobility UXM | Uno-X Mobility UXM               | Uno-X Mobility UXM |
| ------------------ | -------------------------------- | ------------------ |
| Nr.                | Rytter                           | Placering          |
| 231                | Tobias Halland Johannessen (NOR) | 97.                |
| 232                | Idar Andersen (NOR)              | 83.                |
| 233                | Odd Christian Eiking (NOR)       | 37.                |
| 234                | Ådne Holter (NOR)                | DNF                |
| 235                | Anders Halland Johannessen (NOR) | 118.               |
| 236                | Johannes Kulset (NOR)            | 55.                |
| 237                | Andreas Leknessund (NOR)         | 77.                |

| VF Group-Bardiani CSF-Faizanè VBF | VF Group-Bardiani CSF-Faizanè VBF | VF Group-Bardiani CSF-Faizanè VBF |
| --------------------------------- | --------------------------------- | --------------------------------- |
| Nr.                               | Rytter                            | Placering                         |
| 241                               | Domenico Pozzovivo (ITA)          | 38.                               |
| 242                               | Luca Covili (ITA)                 | 52.                               |
| 243                               | Alessio Martinelli (ITA)          | 103.                              |
| 244                               | Giulio Pellizzari (ITA)           | 14.                               |
| 245                               | Alessandro Pinarello (ITA)        | DNF                               |
| 246                               | Matteo Scalco (ITA)               | 100.                              |
| 247                               | Alessandro Tonelli (ITA)          | 75.                               |

| UAE Team Emirates UAD | UAE Team Emirates UAD          | UAE Team Emirates UAD |
| --------------------- | ------------------------------ | --------------------- |
| Nr.                   | Rytter                         | Placering             |
| 1                     | Tadej Pogačar (SLO) (landevej) | 1.                    |
| 2                     | Jan Christen (SUI)             | DNF                   |
| 3                     | Finn Fisher-Black (NZL)        | DNF                   |
| 4                     | Marc Hirschi (SUI)             | 44.                   |
| 5                     | Rafał Majka (POL)              | 80.                   |
| 6                     | Pavel Sivakov (FRA)            | 6.                    |
| 7                     | Adam Yates (GBR)               | 81.                   |

| Alpecin-Deceuninck ADC | Alpecin-Deceuninck ADC | Alpecin-Deceuninck ADC |
| ---------------------- | ---------------------- | ---------------------- |
| Nr.                    | Rytter                 | Placering              |
| 11                     | Luca Vergallito (ITA)  | 68.                    |
| 12                     | Tobias Bayer (AUT)     | DNF                    |
| 13                     | Nicola Conci (ITA)     | 92.                    |
| 14                     | Michael Gogl (AUT)     | DNF                    |
| 15                     | Juri Hollmann (GER)    | 72.                    |
| 16                     | Axel Laurance (FRA)    | DNF                    |
| 17                     | Xandro Meurisse (BEL)  | 10.                    |

| Arkéa-B&B Hotels ARK | Arkéa-B&B Hotels ARK      | Arkéa-B&B Hotels ARK |
| -------------------- | ------------------------- | -------------------- |
| Nr.                  | Rytter                    | Placering            |
| 21                   | Clément Champoussin (FRA) | DNF                  |
| 22                   | Anthony Delaplace (FRA)   | 94.                  |
| 23                   | Simon Guglielmi (FRA)     | 95.                  |
| 24                   | Laurens Huys (BEL)        | 60.                  |
| 25                   | Łukasz Owsian (POL)       | DNF                  |
| 26                   | Michel Ries (LUX)         | 117.                 |
| 27                   | Alessandro Verre (ITA)    | 98.                  |

| Astana Qazaqstan Team AST | Astana Qazaqstan Team AST | Astana Qazaqstan Team AST |
| ------------------------- | ------------------------- | ------------------------- |
| Nr.                       | Rytter                    | Placering                 |
| 31                        | Lorenzo Fortunato (ITA)   | 18.                       |
| 32                        | Samuele Battistella (ITA) | DNF                       |
| 33                        | Gianmarco Garofoli (ITA)  | 41.                       |
| 34                        | Simone Velasco (ITA)      | 65.                       |
| 35                        | Harold Martín López (ECU) | DNF                       |
| 36                        | Cristian Scaroni (ITA)    | DNF                       |
| 37                        | Santiago Umba (COL)       | DNF                       |

| Bahrain Victorious TBV | Bahrain Victorious TBV  | Bahrain Victorious TBV |
| ---------------------- | ----------------------- | ---------------------- |
| Nr.                    | Rytter                  | Placering              |
| 41                     | Antonio Tiberi (ITA)    | DNF                    |
| 42                     | Santiago Buitrago (COL) | 86.                    |
| 43                     | Damiano Caruso (ITA)    | DNF                    |
| 44                     | Matej Mohorič (SLO)     | 111.                   |
| 45                     | Andrea Pasqualon (ITA)  | DNF                    |
| 46                     | Wout Poels (NED)        | 105.                   |
| 47                     | Edoardo Zambanini (ITA) | 22.                    |

| Cofidis COF | Cofidis COF            | Cofidis COF |
| ----------- | ---------------------- | ----------- |
| Nr.         | Rytter                 | Placering   |
| 51          | Guillaume Martin (FRA) | 43.         |
| 52          | Harrison Wood (GBR)    | 53.         |
| 53          | Benjamin Thomas (FRA)  | DNF         |
| 54          | Ben Hermans (BEL)      | 78.         |
| 55          | Jon Izagirre (ESP)     | 4.          |
| 56          | Hugo Toumire (FRA)     | DNF         |
| 57          | Stefano Oldani (ITA)   | DNF         |

| Team Corratec-Vini Fantini COR | Team Corratec-Vini Fantini COR | Team Corratec-Vini Fantini COR |
| ------------------------------ | ------------------------------ | ------------------------------ |
| Nr.                            | Rytter                         | Placering                      |
| 61                             | Andrij Ponomar (UKR)           | DNF                            |
| 62                             | Matteo Amella (ITA)            | DNF                            |
| 63                             | Davide Baldaccini (ITA)        | 112.                           |
| 64                             | Valentin Darbellay (SUI)       | 104.                           |
| 65                             | Alessandro Iacchi (ITA)        | DNF                            |
| 66                             | Giulio Masotto (ITA)           | DNF                            |
| 67                             | Simone Olivero (ITA)           | DNF                            |

| Decathlon-AG2R La Mondiale DAT | Decathlon-AG2R La Mondiale DAT | Decathlon-AG2R La Mondiale DAT |
| ------------------------------ | ------------------------------ | ------------------------------ |
| Nr.                            | Rytter                         | Placering                      |
| 71                             | Aurélien Paret-Peintre (FRA)   | 51.                            |
| 72                             | Clément Berthet (FRA)          | 27.                            |
| 73                             | Paul Lapeira (FRA) (landevej)  | DNF                            |
| 74                             | Nicolas Prodhomme (FRA)        | 79.                            |
| 75                             | Bastien Tronchon (FRA)         | 42.                            |
| 76                             | Larry Warbasse (USA)           | 34.                            |
| 77                             | Andrea Vendrame (ITA)          | DNF                            |

| EF Education-EasyPost EFE | EF Education-EasyPost EFE  | EF Education-EasyPost EFE |
| ------------------------- | -------------------------- | ------------------------- |
| Nr.                       | Rytter                     | Placering                 |
| 81                        | Rui Costa (POR) (landevej) | DNF                       |
| 82                        | Stefan de Bod (RSA)        | DNF                       |
| 83                        | Ben Healy (IRL)            | 49.                       |
| 84                        | Neilson Powless (USA)      | 8.                        |
| 85                        | Archie Ryan (IRL)          | 17.                       |
| 86                        | James Shaw (GBR)           | DNF                       |
| 87                        | Georg Steinhauser (GER)    | DNF                       |

| Groupama-FDJ GFC | Groupama-FDJ GFC       | Groupama-FDJ GFC |
| ---------------- | ---------------------- | ---------------- |
| Nr.              | Rytter                 | Placering        |
| 91               | David Gaudu (FRA)      | 9.               |
| 92               | Enzo Paleni (FRA)      | 90.              |
| 93               | Lorenzo Germani (ITA)  | 66.              |
| 94               | Romain Grégoire (FRA)  | 32.              |
| 95               | Valentin Madouas (FRA) | 62.              |
| 96               | Rudy Molard (FRA)      | 25.              |
| 97               | Rémy Rochas (FRA)      | 61.              |

| Ineos Grenadiers IGD | Ineos Grenadiers IGD          | Ineos Grenadiers IGD |
| -------------------- | ----------------------------- | -------------------- |
| Nr.                  | Rytter                        | Placering            |
| 101                  | Ethan Hayter (GBR) (landevej) | DNF                  |
| 102                  | Thymen Arensman (NED)         | 15.                  |
| 103                  | Jonathan Castroviejo (ESP)    | 59.                  |
| 104                  | Brandon Rivera (COL)          | 101.                 |
| 105                  | Ben Swift (GBR)               | 33.                  |
| 106                  | Connor Swift (GBR)            | 57.                  |
| 107                  | Ben Turner (GBR)              | 110.                 |

| Intermarché-Wanty IWA | Intermarché-Wanty IWA           | Intermarché-Wanty IWA |
| --------------------- | ------------------------------- | --------------------- |
| Nr.                   | Rytter                          | Placering             |
| 111                   | Georg Zimmermann (GER)          | 19.                   |
| 112                   | Francesco Busatto (ITA)         | 67.                   |
| 113                   | Vito Braet (BEL)                | 114.                  |
| 114                   | Roel van Sintmaartensdijk (NED) | 109.                  |
| 115                   | Louis Meintjes (RSA)            | 89.                   |
| 116                   | Simone Petilli (ITA)            | 47.                   |
| 117                   | Lorenzo Rota (ITA)              | 39.                   |

| Israel-Premier Tech IPT | Israel-Premier Tech IPT        | Israel-Premier Tech IPT |
| ----------------------- | ------------------------------ | ----------------------- |
| Nr.                     | Rytter                         | Placering               |
| 121                     | Jakob Fuglsang (DEN)           | 54.                     |
| 122                     | George Bennett (NZL)           | 82.                     |
| 123                     | Marco Frigo (ITA)              | 108.                    |
| 124                     | Krists Neilands (LAT)          | 113.                    |
| 125                     | Nick Schultz (AUS)             | 40.                     |
| 126                     | Dylan Teuns (BEL)              | 26.                     |
| 127                     | Michael Woods (CAN) (landevej) | DNF                     |

| Lidl-Trek LTK | Lidl-Trek LTK         | Lidl-Trek LTK |
| ------------- | --------------------- | ------------- |
| Nr.           | Rytter                | Placering     |
| 131           | Bauke Mollema (NED)   | 12.           |
| 132           | Simone Consonni (ITA) | DNF           |
| 133           | Julien Bernard (FRA)  | 50.           |
| 134           | Dario Cataldo (ITA)   | 102.          |
| 135           | Giulio Ciccone (ITA)  | 3.            |
| 136           | Jacopo Mosca (ITA)    | 106.          |
| 137           | Toms Skujiņš (LAT)    | 96.           |

| Lotto Dstny LTD | Lotto Dstny LTD           | Lotto Dstny LTD |
| --------------- | ------------------------- | --------------- |
| Nr.             | Rytter                    | Placering       |
| 141             | Johannes Adamietz (GER)   | 76.             |
| 142             | Andreas Kron (DEN)        | DNF             |
| 143             | Sylvain Moniquet (BEL)    | DNF             |
| 144             | Lennert Van Eetvelt (BEL) | 7.              |
| 145             | Henri Vandenabeele (BEL)  | DNF             |
| 146             | Harm Vanhoucke (BEL)      | DNF             |
| 147             | Jacopo Guarnieri (ITA)    | DNF             |

| Movistar Team MOV | Movistar Team MOV       | Movistar Team MOV |
| ----------------- | ----------------------- | ----------------- |
| Nr.               | Rytter                  | Placering         |
| 151               | Enric Mas (ESP)         | 5.                |
| 152               | Will Barta (USA)        | DNF               |
| 153               | Davide Formolo (ITA)    | 64.               |
| 154               | Gregor Mühlberger (AUT) | 87.               |
| 155               | Nairo Quintana (COL)    | 16.               |
| 156               | Einer Rubio (COL)       | 48.               |
| 157               | Pelayo Sánchez (ESP)    | DNF               |

| Red Bull-Bora-Hansgrohe RBH | Red Bull-Bora-Hansgrohe RBH | Red Bull-Bora-Hansgrohe RBH |
| --------------------------- | --------------------------- | --------------------------- |
| Nr.                         | Rytter                      | Placering                   |
| 161                         | Jai Hindley (AUS)           | 24.                         |
| 162                         | Roger Adrià (ESP)           | 11.                         |
| 163                         | Sergio Higuita (COL)        | 85.                         |
| 164                         | Bob Jungels (LUX)           | DNF                         |
| 165                         | Florian Lipowitz (GER)      | DNF                         |
| 166                         | Daniel Martínez (COL)       | 29.                         |
| 167                         | Aleksandr Vlasov (RUS)      | 45.                         |

| Soudal Quick-Step SOQ | Soudal Quick-Step SOQ       | Soudal Quick-Step SOQ |
| --------------------- | --------------------------- | --------------------- |
| Nr.                   | Rytter                      | Placering             |
| 171                   | Remco Evenepoel (BEL)       | 2.                    |
| 172                   | Mattia Cattaneo (ITA)       | 63.                   |
| 173                   | William Junior Lecerf (BEL) | 99.                   |
| 174                   | Fausto Masnada (ITA)        | 107.                  |
| 175                   | Pieter Serry (BEL)          | DNF                   |
| 176                   | Gil Gelders (BEL)           | DNF                   |
| 177                   | Mauri Vansevenant (BEL)     | 56.                   |

| Team dsm-firmenich PostNL DFP | Team dsm-firmenich PostNL DFP | Team dsm-firmenich PostNL DFP |
| ----------------------------- | ----------------------------- | ----------------------------- |
| Nr.                           | Rytter                        | Placering                     |
| 181                           | Romain Bardet (FRA)           | DNF                           |
| 182                           | Warren Barguil (FRA)          | 31.                           |
| 183                           | Romain Combaud (FRA)          | 71.                           |
| 184                           | Chris Hamilton (AUS)          | 70.                           |
| 185                           | Gijs Leemreize (NED)          | 73.                           |
| 186                           | Martijn Tusveld (NED)         | 69.                           |
| 187                           | Kevin Vermaerke (USA)         | 23.                           |

| Team Jayco AlUla JAY | Team Jayco AlUla JAY          | Team Jayco AlUla JAY |
| -------------------- | ----------------------------- | -------------------- |
| Nr.                  | Rytter                        | Placering            |
| 191                  | Simon Yates (GBR)             | 84.                  |
| 192                  | Alessandro De Marchi (ITA)    | 119.                 |
| 193                  | Davide De Pretto (ITA)        | 35.                  |
| 194                  | Eddie Dunbar (IRL)            | 30.                  |
| 195                  | Christopher Juul-Jensen (DEN) | 116.                 |
| 196                  | Jesús David Peña (COL)        | DNF                  |
| 197                  | Filippo Zana (ITA)            | 20.                  |

| Team Polti Kometa PTK | Team Polti Kometa PTK    | Team Polti Kometa PTK |
| --------------------- | ------------------------ | --------------------- |
| Nr.                   | Rytter                   | Placering             |
| 201                   | Davide Piganzoli (ITA)   | 28.                   |
| 202                   | Mattia Bais (ITA)        | 36.                   |
| 203                   | Davide De Cassan (ITA)   | DNF                   |
| 204                   | Matteo Fabbro (ITA)      | DNF                   |
| 205                   | Andrea Garosio (ITA)     | DNF                   |
| 206                   | Germán Darío Gómez (COL) | DNF                   |
| 207                   | Fernando Tercero (ESP)   | DNF                   |

| Team Visma \| Lease a Bike TVL | Team Visma \| Lease a Bike TVL | Team Visma \| Lease a Bike TVL |
| ------------------------------ | ------------------------------ | ------------------------------ |
| Nr.                            | Rytter                         | Placering                      |
| 211                            | Matteo Jorgenson (USA)         | DNF                            |
| 212                            | Tiesj Benoot (BEL)             | 58.                            |
| 213                            | Wilco Kelderman (NED)          | 21.                            |
| 214                            | Steven Kruijswijk (NED)        | 88.                            |
| 215                            | Bart Lemmen (NED)              | 93.                            |
| 216                            | Jan Tratnik (SLO)              | DNF                            |
| 217                            | Attila Valter (HUN) (landevej) | 46.                            |

| Tudor Pro Cycling Team TUD | Tudor Pro Cycling Team TUD | Tudor Pro Cycling Team TUD |
| -------------------------- | -------------------------- | -------------------------- |
| Nr.                        | Rytter                     | Placering                  |
| 221                        | Michael Storer (AUS)       | 13.                        |
| 222                        | Marco Brenner (GER)        | DNF                        |
| 223                        | Roland Thalmann (SUI)      | 115.                       |
| 224                        | Florian Stork (GER)        | 74.                        |
| 225                        | Yannis Voisard (SUI)       | DNF                        |
| 226                        | Hannes Wilksch (GER)       | 91.                        |
| 227                        | Luc Wirtgen (LUX)          | DNF                        |

| Uno-X Mobility UXM | Uno-X Mobility UXM               | Uno-X Mobility UXM |
| ------------------ | -------------------------------- | ------------------ |
| Nr.                | Rytter                           | Placering          |
| 231                | Tobias Halland Johannessen (NOR) | 97.                |
| 232                | Idar Andersen (NOR)              | 83.                |
| 233                | Odd Christian Eiking (NOR)       | 37.                |
| 234                | Ådne Holter (NOR)                | DNF                |
| 235                | Anders Halland Johannessen (NOR) | 118.               |
| 236                | Johannes Kulset (NOR)            | 55.                |
| 237                | Andreas Leknessund (NOR)         | 77.                |

| VF Group-Bardiani CSF-Faizanè VBF | VF Group-Bardiani CSF-Faizanè VBF | VF Group-Bardiani CSF-Faizanè VBF |
| --------------------------------- | --------------------------------- | --------------------------------- |
| Nr.                               | Rytter                            | Placering                         |
| 241                               | Domenico Pozzovivo (ITA)          | 38.                               |
| 242                               | Luca Covili (ITA)                 | 52.                               |
| 243                               | Alessio Martinelli (ITA)          | 103.                              |
| 244                               | Giulio Pellizzari (ITA)           | 14.                               |
| 245                               | Alessandro Pinarello (ITA)        | DNF                               |
| 246                               | Matteo Scalco (ITA)               | 100.                              |
| 247                               | Alessandro Tonelli (ITA)          | 75.                               |